# Tegata

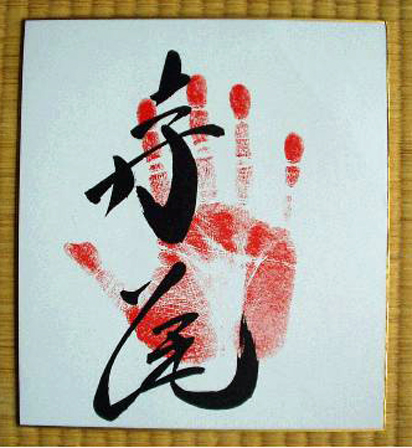
Tegata des ehemaligen Sekiwake Terao

Tegata (japanisch 手形 ‚Handform‘) sind eine Sonderform des Autogramms, die nur im japanischen Sumōringen bekannt ist. Statt einer Unterschrift tragen diese Reispapierbögen den Handabdruck des jeweiligen Ringers in roter oder schwarzer Farbe neben dem Kampfnamen (Shikona) des Ringers in kalligraphischen Buchstaben. Dazu kommen oft Stempel, die den Zeitpunkt der Herstellung, z. B. ein besonderes Turnier, oder den Rang des Ringers festhalten.
Neben Banzuke sind Tegata beliebte Sammlerstücke. Außer den begehrten "von Hand" erstellten sind zu einem geringeren Preis auch gedruckte Tegata erhältlich.
Die Verwendung dieser Art von Autogrammen ist seit langer Zeit belegt. Darstellungen von Sumōringern beim Herstellen von Tegata finden sich auf jahrhundertealten Holzschnitten (Ukiyo-e).